# 人間知性論
『人間知性論』（、英: An Essay Concerning Human Understanding）は、1689年に出版された、イギリスの哲学者ジョン・ロックの哲学書。ロックは20年かけてこの著作を書き上げ、近代イギリス経験論の確立に寄与した。旧訳は『人間悟性論』。

## 構成
本書の構成は、以下の通り。
- 導入部 : 読者への手紙、序論
- 第1篇: 原理（principles）や観念（ideas）は、いずれも生得的（innate）ではない
  - 第1章 生得の理論的（推論的）原理（speculatvie principles）は無い
  - 第2章 生得の実践的原理（practical principles）は無い
  - 第3章 理論的（推論的）・実践的な生得原理に関する余論
- 第2篇: 観念（ideas）について
  - 第1章 観念一般、及びその起源について
  - 第2章 単純観念（simple ideas）について
  - 第3章 単感覚（sense）の単純観念について
  - 第4章 固性（solidity）の観念
  - 第5章 多感覚（divers senses）の単純観念について
  - 第6章 内省（reflection）の単純観念について
  - 第7章 感覚・内省双方の単純観念について
  - 第8章 感覚の単純観念に関する補論
  - 第9章 知覚（perception）について
  - 第10章 保持（retention）について
  - 第11章 識別（discerning）、及びその他の心的作用について
  - 第12章 複雑観念（complex ideas）について
  - 第13章 単純様相（simple modes）の複雑観念 --- まず空間（space）観念の単純様相について
  - 第14章 持続（duration）観念と、その単純様相
  - 第15章 持続と拡張（expansion）の観念を合わせた考察
  - 第16章 数（number）の観念
  - 第17章 無限（infinity）について
  - 第18章 他の単純様相
  - 第19章 思考（thinking）の様相について
  - 第20章 快（pleasure）と苦（pain）の様相について
  - 第21章 力（power）について
  - 第22章 混合様相（mixed modes）について
  - 第23章 実体（substances）の複雑観念について
  - 第24章 実体（substances）の集合観念（collective ideas）について
  - 第25章 関係（relation）について
  - 第26章 原因（cause）と効果（effect）、他の関係について
  - 第27章 同一性（identity）と多様性（diversity）について
  - 第28章 他の関係について
  - 第29章 明瞭（clear）・不明瞭（obscure）、明確（distinct）・混乱（confused）的な観念について
  - 第30章 実在的（real）・空想的（fantastical）な観念について
  - 第31章 十分（adequate）・不十分（inadequate）な観念について
  - 第32章 真（true）・偽（false）的な観念について
  - 第33章 観念の連合（association）について
- 第3篇: 言葉（words）について
  - 第1章 言葉と言語（language）一般について
  - 第2章 言葉の意味表示（signification）について
  - 第3章 一般名辞（general terms）について
  - 第4章 単純観念の名前（names）について
  - 第5章 混合様相と関係の名前について
  - 第6章 実体の名前について
  - 第7章 不変化詞（particles）について
  - 第8章 抽象的（abstract）・具体的（concrete）な名辞について
  - 第9章 言葉の不完全性（imperfection）について
  - 第10章 言葉の誤用（abuse）について
  - 第11章 前途の不完全性（foregoing imperfection）と誤用の救済（remedies）について
- 第4篇: 知識（knowledge）と蓋然性（probability）について
  - 第1章 知識一般について
  - 第2章 我々の知識の程度（degrees）について
  - 第3章 人知の範囲（extent）について
  - 第4章 知識の真実性（reality）について
  - 第5章 真理（truth）一般について
  - 第6章 普遍的命題（universal propositions）、その真理と確実性（certainty）について
  - 第7章 公準（maxims）について
  - 第8章 無価値な命題（trifling propositions）について
  - 第9章 存在（exstense）に関する我々の3様（threefold ）の知識について
  - 第10章 神（God）の存在に関する我々の知識について
  - 第11章 他の事物の存在に関する我々の知識について
  - 第12章 我々の知識の改善（improvement）について
  - 第13章 我々の知識についての補論
  - 第14章 判断（judgement）について
  - 第15章 蓋然性について
  - 第16章 同意（assent）の程度について
  - 第17章 理性（reason）について
  - 第18章 信仰（faith）と理性、及びそれらと区別される領域（provinces）について
  - 第19章 狂信（enthusiasm）について
  - 第20章 間違った同意（wrong assent）もしくは錯誤（error）について
  - 第21章 学（sciences）の区分（division）について

## 主題
本書の中心的な主題は人間の知識である。人間の知識がどれほどの範囲内において確実性を持ちうるのかを明らかにすることが重要な問題であり、ロックは内省的方法によってこの問題の研究を行っている。このことによって、ロックは人間の理解がどのような対象を扱うのに適しており、またどのような対象には適していないのかを明らかにすることを試みる。
つまり本書『人間悟性論』はあらゆる事柄を明らかにすることではなく、人間の行為に関連するものを知ることを研究の目標としている。ロックは基本的な視座として知識の限界を識別することで悟性を観察対象とする。そして観念が発生する起源、悟性が観念により得る知識の性質と範囲、そして信仰や見解の根源について順に検討する。
ロックは生得論を批判し、観念が発生する以前の心の状態が白紙（タブラ・ラーサ）であると考えた。あらかじめ感性のうちに存しなかったものは、知性のうちに存しないのである。観念はそれ自体が複雑なものであっても、すべて経験に由来するものであると捉えられる。つまり、外界から得られた感覚現象とそれへの心理的作用により観念は発生しており、それが悟性に材料を提供している。観念には「単純観念」とそれを組み合わせた「複合観念」があり、その内容には物体の客体的性質と物体に対する主観的内容が含まれる。
ロックは客体的性質について「第一性質」と呼んで個体性、延長、形状、運動、数量などの単純観念を生み出すが、後者は第一性質が人間にもたらす作用に過ぎない。観念の記憶として言語があり、ロックは言語を観念の典型的または抽象的な形態として使用させる手段として把握する。知識は観念よりもさらに限定的なものであり、観念と一致または不一致の知覚である。このようなロックの議論は経験論の立場から知識の源泉である観念の発生とその形式や内容について明らかにし、言語や知識との関係性について説明を試みている。

## 仏語翻訳の影響
フランスのピエール・コスト (1668-1747) による『人間悟性論』のフランス語訳は1700年に出版された。この翻訳本によってジョン・ロックの経験論はヨーロッパ大陸へ普及した。『人間知性新論』を書いたドイツ人ライプニッツや、ジョン・ロックの経験論をフランスに根付かせたコンディヤックもオリジナルの英語本ではなく、コストのフランス語翻訳本で学んだ。イギリスに滞在してロックと交流のあったコストは、フランス語訳を刊行するにあたりジョン・ロック自身の校閲を受けた（ロックは4年間フランスで過ごしていてフランス語ができた）。ただこの書にはロック独自の用語やmindとsoulの微妙な使い分けなど、フランス語で正確に対応する語彙のない箇所もあったがコストは版を重ねながら改善を続けた。ボイルやニュートンなどイギリスの自然科学はすでにヨーロッパ大陸に伝わって多大な影響を及ぼしていたが、このコストのフランス語訳があってはじめてイギリスの経験論も大陸で幅広く認識されたといっていい。

## 日本語訳
- 『悟性論』八太舟三訳、春秋社 1930年
- 『人間悟性論』岩波文庫復刻版  加藤卯一郎訳、一穂社 2005年
  - 『人間悟性論』上下巻 加藤卯一郎訳、岩波書店 1940年
- 『世界の名著 32 ロック ヒューム』（『人間知性論』） 大槻春彦訳、中央公論新社《中公バックス》 1999年
  - 『世界の名著 27 ロック ヒューム』（『人間知性論』） 大槻春彦訳、中央公論新社 1968年
- 『人間知性論』1巻〜4巻 大槻春彦訳、岩波書店 1974年